# Città decorate al valor civile
Nell'arco della sua storia, la Repubblica Italiana, come già prima il Regno d'Italia, nei casi delle decorazioni concesse a Legnano e Verona, ha ritenuto di decorare con medaglie al valor civile città, comuni o province per specifici atti di straordinario e sciente eroismo delle loro comunità durante guerre, calamità naturali o altri eventi.

## Medaglia d'oro al valor civile

### Città e Comuni decorati per atti di abnegazione durante il secondo conflitto mondiale (1940-1945)
- Ancona, 1960[1][2]
- Argenta (FE), 8 ottobre 1973[3]
- Avellino, 8 luglio 1959[4]
- Barletta, 8 maggio 1998[5]
- Benevento, 31 dicembre 1961[6]
- Boves (CN), 16 gennaio 1961[7][8]
- Bucine (AR), 5 febbraio 1975[9]
- Castelforte (LT), 28 dicembre 2002[10]
- Catanzaro, 29 novembre 2022
- Civitella in Val di Chiana (AR), 4 febbraio 1963[11]
- Foggia, 8 luglio 1959[12][8]
- Francavilla al Mare (CH), 17 maggio 1984[13]
- Isernia, 1960[14]
- Marsala (TP), 19 agosto 1961[15]
- Messina, 3 ottobre 1959[16][8]
- Ortona (CH), 16 giugno 1959[17]
- Paternò (CT), 19 settembre 1972[18]
- Rimini, 16 gennaio 1961[19]
- Santi Cosma e Damiano (LT), 28 novembre 2002[20]
- Trapani, 31 dicembre 1961[21][2]

### Città decorate per azioni compiute durante calamità naturali
- Firenze, 18 ottobre 1968, in seguito all'alluvione del 1966[22][8]
- Legnano (MI), 1883, in seguito all'alluvione del 1882[23]
- Verona, 1883, in seguito all'alluvione del 1882[24][8]

### Città decorata per azioni compiute durante altri eventi
- Longarone, 18 maggio 1964, in seguito al Disastro del Vajont
- Bologna, 13 luglio 1981, in seguito alla strage della stazione del 1980[25][2][8]

## Medaglia d'argento al valor civile
- Cesate (MI)[senza fonte]
- Cisterna di Latina (LT), 11 luglio 1959[26]
- Foligno (PG),16 gennaio 1961[27]
- Leonessa (RI)[senza fonte]
- Randazzo (CT), per le occupazioni e i bombardamenti della Seconda guerra mondiale, 25 gennaio 2005[28]
- Provincia di Sondrio, per l'alluvione in Valtellina del 1987, 18 novembre 1987[29]
- Stia, ora frazione del Comune di Pratovecchio Stia (AR), 27 ottobre 2011[30]
- Terni, 13 gennaio 1960[31][32]
- Tolentino (MC)[senza fonte]
- Velletri (RM)[senza fonte]
- Viterbo, 31 dicembre 1964[33][34]
- Biella[35]
- Cernusco sul Naviglio (MI), 23 aprile 2022[36][37]
- Arzignano (VI), 5 agosto 2022
- Giugliano in Campania (NA), 2022[38][39][40]

## Medaglia di bronzo al valor civile
- Fidenza (PR), 1960[41]
- Monte Argentario (GR)[42][43]
- Poggibonsi (SI), 1961[44]